# 禹城市
禹城市是中国山东省德州市所辖的一个县级市。近来，制糖产业发展态势良好，被誉为“中国功能糖城”。市人民政府駐行政街923号。

## 历史
秦始皇二十六年（前221年）置祝柯县，汉高祖五年（前202年）改为祝阿县。唐玄宗天宝元年（742年），取城南禹息故城之意，改祝阿县为禹城县。
金天会八年（1130年）分治齐河县。1958年禹城县并入高唐县，隶属于聊城专署。1961年恢复禹城县建制，复属德州专署管辖。1993年9月9日，撤销禹城县，设立禹城市（县级）。

## 人口
根据第七次全国人口普查数据，截至2020年11月1日零时，禹城市常住人口488014人。
2022年末，全市常住人口48.13万人，低于去年0.47万人。城镇常住人口24.89万人，常住人口城镇化率达51.71%。

## 行政区划
禹城市下辖2个街道办事处、9个镇：
市中街道、禹兴街道、伦镇、房寺镇、张庄镇、辛店镇、安仁镇、辛寨镇、梁家镇、十里望镇和莒镇。

## 教育

### 大专院校
- 德州科技职业学院

### 高中
- 禹城市第一中学
- 禹城市综合高中

### 初中
- 禹城市齐鲁中学
- 禹城市实验中学
- 禹城市永峰双语实验学校

### 小学
- 禹城市步云小学
- 禹城市实验小学
- 禹城市铁路学校
- 禹城市解放路小学